# الدوري الألماني الشرقي 1980–81
الدوري الألماني الشرقي 1980–81 هو الموسم 34 من الدوري الألماني الشرقي. أقيم خلال الفترة 23 أغسطس 1980 وحتى 30 مايو 1981، وأشرف على تنظيمه الاتحاد الأوروبي لكرة القدم، وكان عدد الأندية المشاركة فيه 14، وفاز فيه دينامو برلين.